# Федаины ислама
Федаины ислама (перс. فدائیان اسلام‎), или Джам’иат Фида`иан Ислами (جمعیت فدائیان اسلام, «Союз саможертвующих за ислам») — шиитская организация, основанная 21-летним студентом теологии сеидом Наввабом Сефеви.

## Идеология и основание
Основатель группы Навваб Сефеви ознакомился с идеями организации «Братья-мусульмане» во время присутствия в Наджафе. Вскоре он начал распространять их среди иранцев. Его идеи об самостоятельности Ирана встретили некоторую поддержку, так как вторжение в Иран войск СССР и Великобритании вызвали недовольство среди иранцев как и Западом, так и СССР.
После окончания Второй мировой войны сеид Навваб Сефеви объединил единомышленников и их помощью основал «Союз самопожертвующих за ислам» (جمعیت فدائیان اسلام). Идеология организации была основана на фикхах Джафаритского мазхаба, и они верили в основном в необходимости очистки ислама от некоторых «недостоверных, морально запятнанных персон», также предоставили требования о запрете алкоголя, табака, наркотиков, кинофильмов, ростовщичества, уменьшения внедрения западных нравов в стране. Костяк организации был окончательно сформирован к 1946 году.

## История организации
Вскоре после сформирования организации, сеид Хуссайн Имами убил Ахмада Касрави, писателя-секуляриста и антиклерикала. Сеид Имами был схвачен на месте убийства. Секуляристкая интеллигенция Ирана потребовала казнить его публично на устрашение других антисекуляристов, но духовенство Ирана не позволило шаху сделать этого. Следующей жертвой организации стал бывший премьер-министр Ирана Абдолхоссейн Хаджир.
Вскоре основными врагами группы стали члены правительства, которые высказались против национализации нефтепромышленности страны. 26-летний плотник, Халил Тамасби, застрелил премьер-министра Ирана Хадж-Али Размара, но под давлением влияния группы Тамасби также спасся от смертной казни. Несколько недель спустя после убийства Размара был убит также Ахмада Зангене, министр просвещения и культуры. После этого, 3 июня 1951 года иранское правительство начало массовые аресты подозреваемых в сотрудничестве с федаинами. Также был арестован и сеид Навваб Сефеви. Но оставшиеся на свободе члены группы продолжали действовать и осуществили нападение на Яхья Бахтиари, двоюродного брата Шахбану, но убить его не удалось.
После второго назначения Мохаммеда Моссадыка на пост премьер-министра, арестованных отпустили на волю. Но федаины не поддержали «социалистический путь» Моссадыка и не помешали планам его свержения; имеются даже некоторые сведения об действиях группы против Моссадыка. Более того, в 1952 году они совершили покушение на министра иностранных дел Хоссейна Фатеми, главного идеолога национализации нефтегазовых ресурсов.
После свержения Моссадыка группа на некоторое время исчезла со сцены, но после усиления внедрения западных нравов в стране, 2 ноября 1955 года сторонники группы безуспешно попытались убить Хуссайн Ала и были схвачены полицией. С ними были арестованы и все подозреваемые в сотрудничестве с организацией. Навваб Сефеви, вместе с Халилом Тамасби и Мозаффером Зуль-Кадром, были приговорены к расстрелу. Сефеви был казнён 18 января 1956 года.

### После казни сеида Навваба Сефеви
После казни сеида Навваба Сефеви группа исчезла со сцены, но через десять лет казни его сторонники участвовали в убийстве премьер-министра Ирана Хасан Али Мансура 27 января 1965 года.
Активистами организации «Федаины ислама» были близкие сподвижники аятоллы Хомейни — Садек Хальхали (в 1979 году — председатель Исламского революционного суда) и Мехди Араги (в 1979 году — начальник тегеранской тюрьмы Каср).